# Ratusz
Ratusz (niem. Rathaus, „dom rady”) – reprezentacyjny budynek użyteczności publicznej, zwykle tradycyjna siedziba samorządowych władz miejskich. Budowany był najczęściej na planie prostokąta i nadawano mu formę monumentalną.

## Historia
W starożytnej Grecji funkcję ratusza pełnił buleuterion, w Rzymie była to kuria.
Ratusze w miastach południowej Europy zaczęły powstawać w XII wieku, na terenach północnej Europy pojawiły się około 100 lat później. Wcześniej władze miejskie zbierały się w różnych miejscach, najczęściej w prywatnych domach kupców lub halach sukienniczych.
W okresie średniowiecza (w XII wieku) pojawiły się ratusze o charakterze budowli obronnych. Były stawiane najczęściej na planie czworoboku i sytuowane w centrum miasta, na rynku lub przy jednej z ważniejszych pierzei. Ważnym elementem była wieża, pełniąca funkcję strażnicy miejskiej, wkomponowana w bryłę budynku lub budowana jako wolnostojąca (beffroi). Spotyka się także ratusze z dwiema wieżami (jednym z przykładów jest ratusz w Szprotawie). W okresach renesansu i baroku ratusze budowano w ozdobnej formie, architektonicznie zbliżonej do pałacowej.
Najważniejszym pomieszczeniem w ratuszu była sala obrad. Było to jednocześnie największe i najbardziej reprezentacyjne pomieszczenie w budynku, umieszczano je na pierwszym piętrze. Ratusz, jako budowla monumentalna i reprezentacyjna, był znakiem siły i samorządności miasta.
Jedynym zachowanym w Polsce ratuszem drewnianym jest ratusz w Sulmierzycach. Innym unikatowym ratuszem jest ratusz w Nowym Warpnie o konstrukcji szkieletowej.

## Galeria

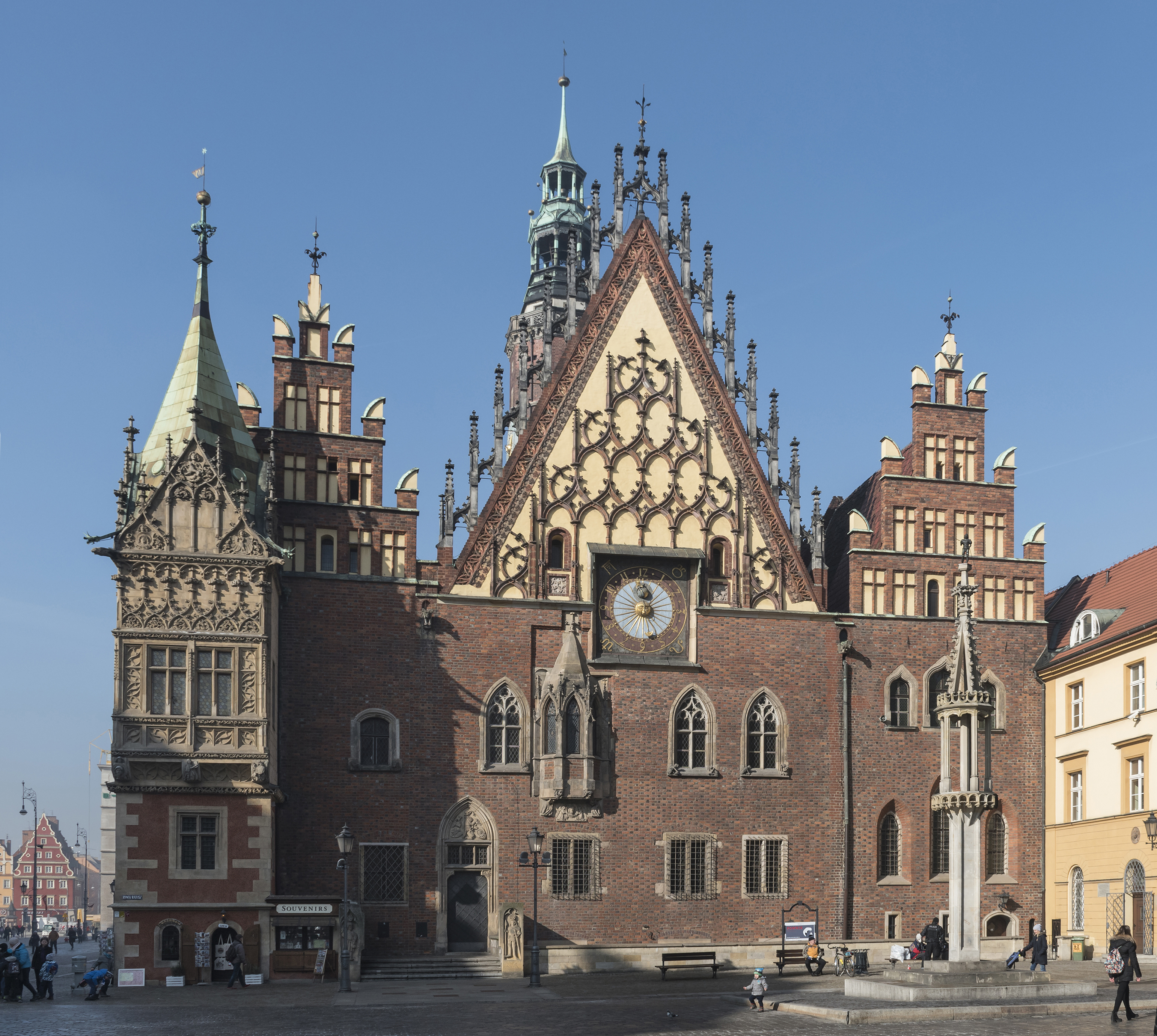
Ratusz we Wrocławiu
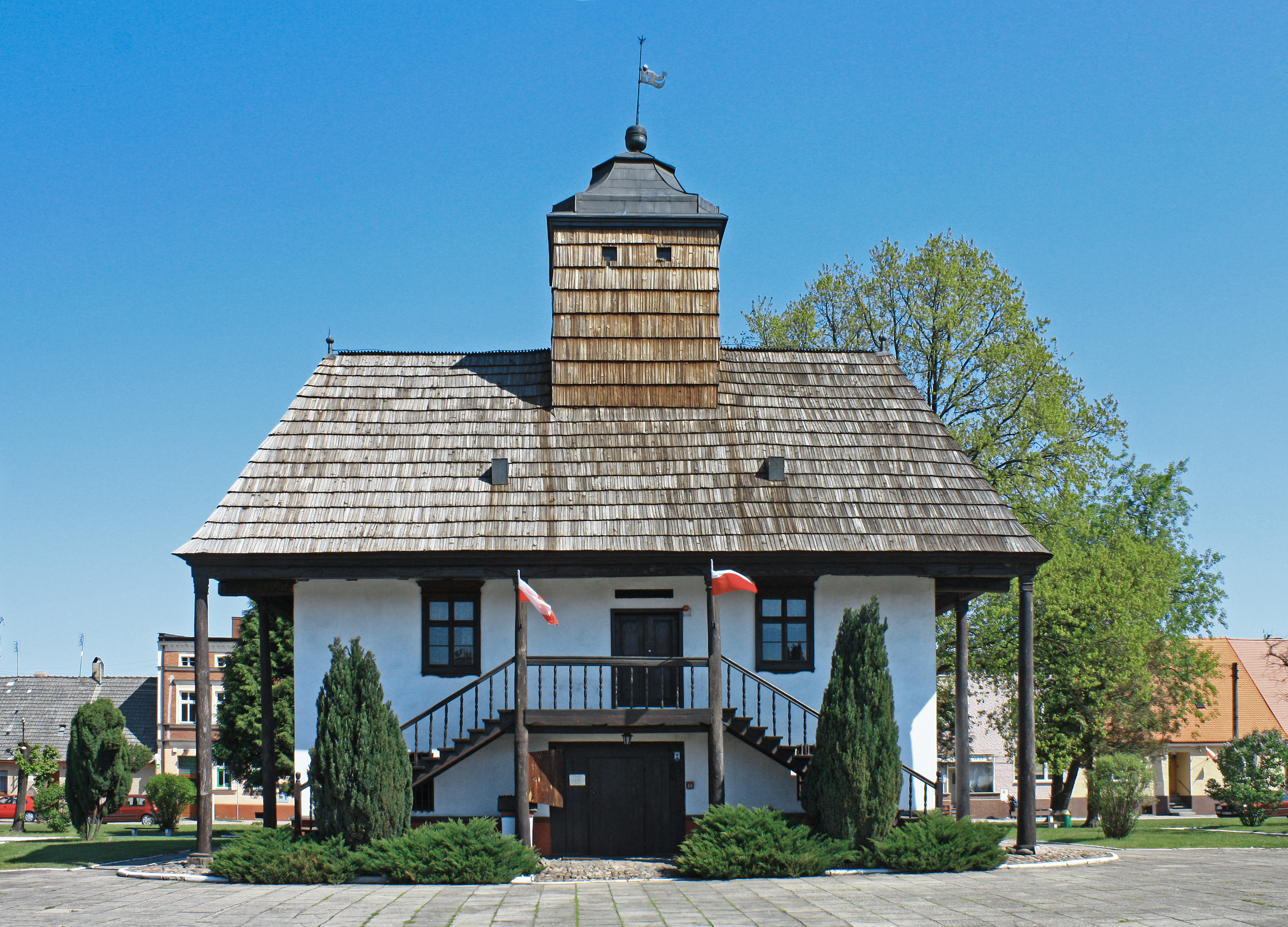
Ratusz w Sulmierzycach
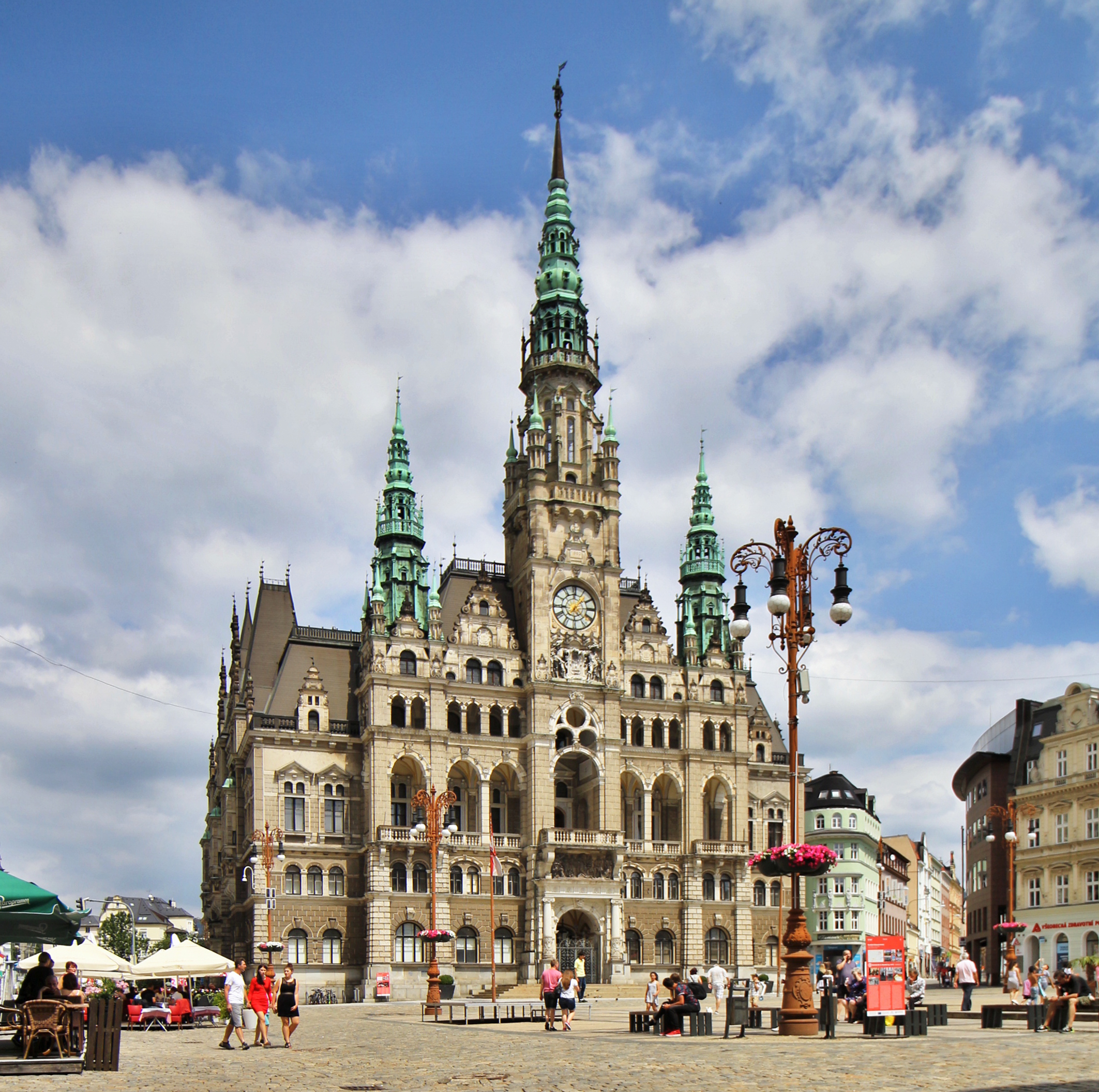
Ratusz w Libercu
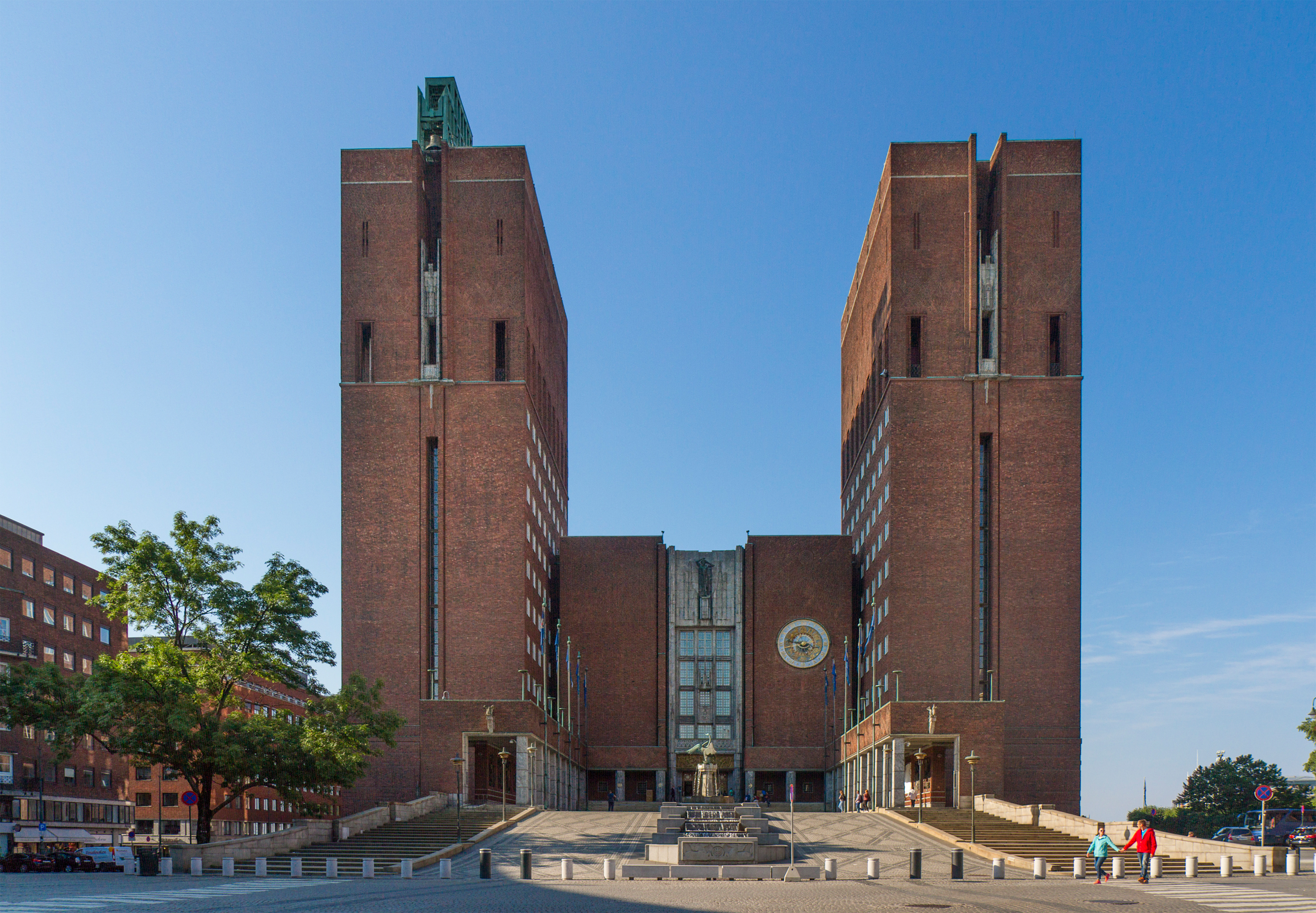
Ratusz w Oslo
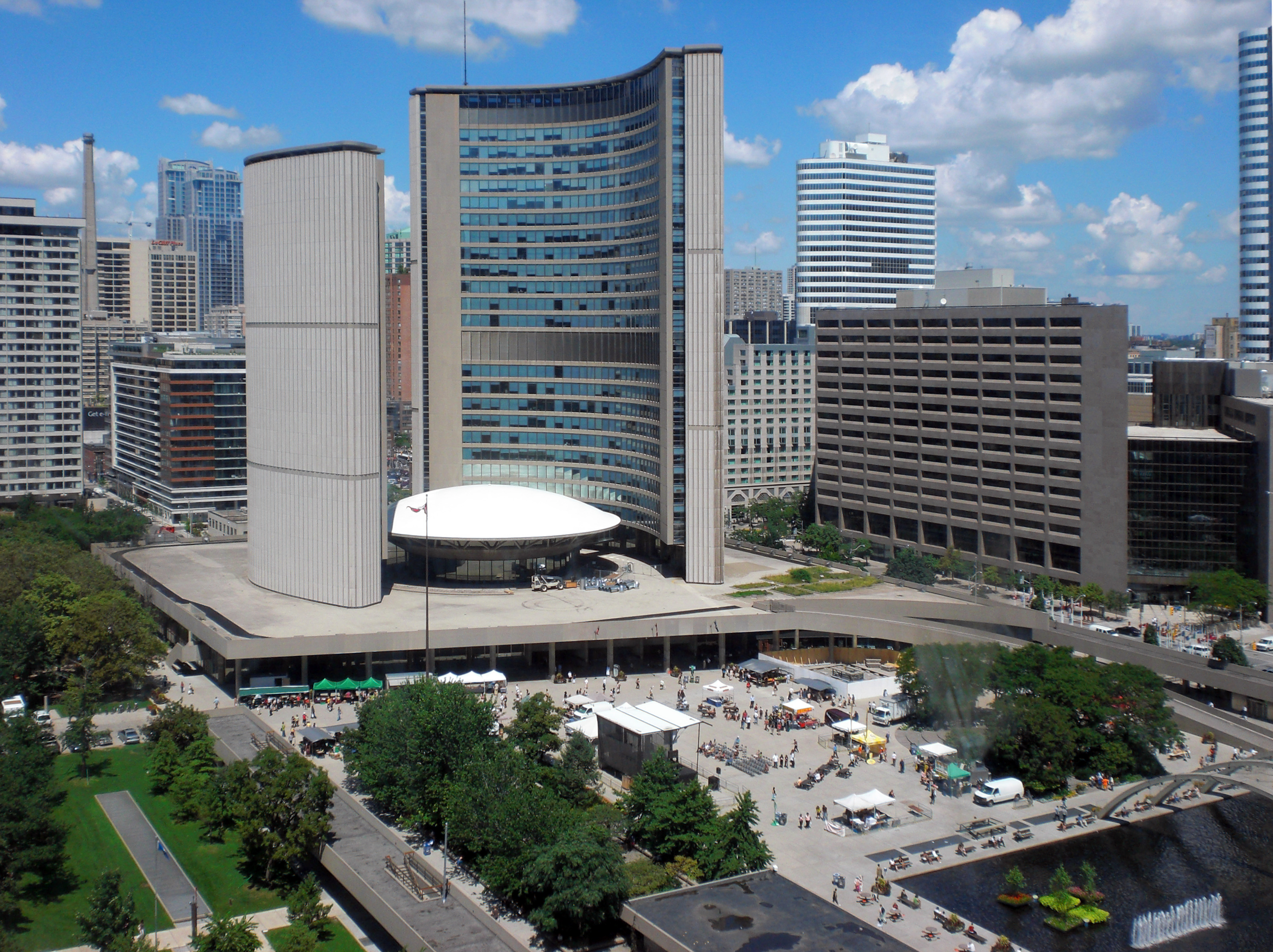
Ratusz w Toronto